# مقبرة أبو عنبرة (الشيخ راشد)
مقبرة أبو عنبرة مقبرة تاريخية تقع في قرية البلاد القديم في البحرين وهي لا تقل قيمة عن مقبرة عالي الأثرية، شواهد القبور منحوتة بإبداع وفن راقي للغاية، مقبرة أبو عنبرة هي مثوى يضم رفات أموات القرى القريبة والبعيدة بل وان بعض الأموات كانوا يوصون أهلهم بالدفن في هذه المقبرة التي تضم رفاة الكثيرين من العلماء الأعلام، والفقهاءالمحدثين، ويقول أحد الشعراء فيها:
كتبت على أجداثهم أسماؤهم وأتى الخلود يسجل الأسماء.
هذه المقبرة ذكرها الشيخ علي بن الشيخ حسن البلادي عن جده الشيخ علي بن الشيخ سليمان يق
ول: (وجدت على حجر موضوع على قبر من مقابر المسجد المسمى بأبي عنبرة الكائن في أرض البلاد القديم، ما لفظه: (هذا ضريح المبرور المقدس الشيخ سالم بن الأقدس الشيخ عبد الوهاب. توفي في خامس عشر من جمادى الأولى سنة 1103 هـ وعليها هذان البيتان:
طبت يا قبر حيث واريت شيخا ســالما كاملا عليما خبيرا
قدس الله روحـــــه وحبــــــاه كرما منه جنة وحريرا
ويظهر من كلام العلامة (السيد أحمد الحسيني) إن الشيخ سالم هذا من قرية (عالي) إحدى قرى البحرين.

صورة لقبر الشيخ سالم وكتب عليه : هذا ضريح المبرور المقدس الشيخ سالم بن الأقدس الشيخ عبد الوهاب. توفي في خامس عشر من جمادى الأولى سنة 1103 هـ

## العلماء المدفونين فيها
هذه المقبرة تضم عدد كبير من قبور العلماء الأعلام، أمثال العالم المحقق الشيخ حسين بن الشيخ عبد الصمد الجباعي العاملي الحارثي، والد العلامة (الشيخ محمد العاملي).
كان الشيخ حسين المذكور في مكة المكرمة قاصدا الجوار فيها إلى أن يموت إلا أنه انتقل من مكة المكرمة إلى أرض البحرين وآثر البقاء فيها، حيث أنه رأى في المنام أن القيامة قد قامت، وجاء الأمر من الله تعالى بأن ترفع أرض البحرين وما فيها إلى الجنة. فغادر مكة إلى البحرين، وبقي في البحرين مشتغلاً بالتدريس والتصنيف والعبادة والتأليف في قرية المصلى من قرى البحرين إلى أن توفي فيها في اليوم الثامن من شهر ربيع الأول (984 هـ) ودفن في مقبرة البلاد القديم المعروفة بمقبرة الشيخ راشد من جبانة (أبي عنبرة) ورثاه ابنه الشيخ محمد ابن الشيخ حسين بقصيدة من (23) بيت مطلعها:
قف بالطوال وسلها أين سلماها ورو من جرع الأجفان جرعاها
يا جيرة هجروا واستوطنوا هجرا واها لقلب المعنى منكم واهـــــا
يا ثاويا بالمصلى من قرى هجــــر كسبت من حلل الرضوان ابهاما
أقمت يا بحر بالبحرين فاجتمعــت ثلاثة كــن أمثالاً واشــــباهــا
ثالثة أنت أنداها وأغزرهـــــــــا جودا، وأعذبها طعماً وأصفاهـا
وبها كذلك ضريح (السيد عبد الرءوف بن الحسين بن عبد الرءوف الموسوي البحراني الجد حفصي).من أجلاء العلماء المشار إليهم بالبنان وكان قاضي القضاة فيها. كان مولده سـنة (1013 هـ) وتوفي سـنة (1060 هـ) ودفن في مقبرة الشيخ راشد بجبانة أبي عنبرة.
وكتب على حجر قبره هذان البيتان:
لعمرك ما واراه في الأرض انـــــــه تقاعس عن نيل العلاء إلى الأفــــق
ولكنه الطــور الذي لو أزيل عــن مراسيه مادت هذه الأرض بالخلق
وأقيم له تأبين في (مسجد الخميس) المشهد وألقيت فيه المراثي والخطب، وذلك في اليوم السابع من وفاته.
كما دفن فيها الكثيرين من أمثالهم من كبار العلماء، ووضعت على قبورهم صخور (ساجات) كتب عليها أسماؤهم. بعضها يعود تاريخها إلى ما قبل ألف عام. وأن الكثير من تلك الأحجار تآكلت وامتحت ما عليها من كتابات ورموز بفعل تقدم الزمن، وعدم العناية بها.

صورة لإحدى الساجات الأثرية المنتشرة في المقبرة